# Fortuna Glückstadt
Fortuna Glückstadt ist ein Sportverein aus Glückstadt im Kreis Steinburg (und nicht zu verwechseln mit der Lokalzeitung Glückstädter Fortuna). Die erste Fußballmannschaft spielte drei Jahre in der Bereichsliga Nordmark bzw. Gauklasse Schleswig-Holstein.

## Geschichte
Der Verein geht auf den am 8. Oktober 1860 gegründeten MTV in Glückstadt zurück, der sich im Jahre 1874 dem Allgemeinen Bildungsverein Glückstadt anschloss. Bereits am 19. August 1876 spaltete sich der MTV Glückstadt wieder ab. Am 12. Juni 1910 wurde die Fußballabteilung gegründet. Während der frühen 1920er Jahre wurde der Vereinsname in VfL 1876 Glückstadt geändert, ehe die Fußballabteilung im Jahre 1923 sich abspaltete und mit dem FC Union Glückstadt zur SpVgg Fortuna Glückstadt fusionierte. Der verbliebene VfL Glückstadt änderte in den 1930er Jahren seinen Namen in Reichsbahn VfL Glückstadt und wurde 1945 aufgelöst. Am 8. Februar 1946 wurde der TSV Reichsbahn Glückstadt neu gegründet und fusionierte am 27. Oktober 1949 mit der SpVgg Fortuna Glückstadt zum ETSV Fortuna Glückstadt. In diesem Verein ging auch die 1933 verbotene Freie Spielvereinigung Glückstadt auf.
Die erste erfolgreiche Zeit des Vereins begann mit der Eröffnung einer Marinekaserne. Im Jahre 1940 gelang der SpVgg Fortuna der Aufstieg in die Bereichsliga Nordmark, aus der sie jedoch gleich wieder absteigen musste. Nach der Auflösung des Sportbereichs wurde die Fortuna 1942 als Staffelmeisterin der 1. Klasse (West) in die Gauliga Schleswig-Holstein aufgenommen. Zu dieser oder späterer Zeit sollen kriegsbedingt Gastspieler wie Paul Janes, Richard Dörfel, Herbert Panse und Fred Kelbassa das Trikot der Fortuna getragen haben, was bisher aber nur bei Janes belegt ist.
Nach dem Zweiten Weltkrieg gehörte die Fortuna 1948 zu den Gründungsmitgliedern der Landesliga Schleswig-Holstein (heute: Flens Oberliga). In der Saison 1949/50 erreichte die Mannschaft den vierten Platz und konnte den Meister Itzehoer SV in beiden Spielen besiegen. Nachdem im Jahre 1953 zahlreiche Leistungsträger den Verein verließen, folgte ein Jahr später der Abstieg aus dem schleswig-holsteinischen Oberhaus. Erst 1959 konnten die Glückstädter die Meisterschaft in der 2. Amateurliga West feiern, errangen in der folgenden Aufstiegsrunde jedoch nur einen Punkt. 1968 verpasste die Fortuna die Qualifikation zur neu geschaffenen Verbandsliga.
Viele Jahre im Mittelfeld der Bezirksliga folgten, ehe 1977 der Aufstieg in die Verbandsliga gelang. Zwei Jahre später folgte der erneute Abstieg, dem 1984 der Abstieg in die Bezirksklasse folgte. In den folgenden Jahren pendelte der Verein zwischen Bezirksliga und Bezirksklasse, ehe sich die Fortuna 1999 für die neu geschaffene Bezirksoberliga West qualifizierte. Im Jahre 2008 qualifizierten sich die Glückstädter für die neu geschaffene Verbandsliga Südwest, aus der sie prompt absteigen mussten. In der Saison 2022/2023 stiegen sie in die Verbandsliga West auf. Seitdem spielen sie in der Verbandsliga West.